# Державне Підприємство "Інформаційно-обчислювальний центр Міністерства соціальної політики України".
Державне підприємство «Інформаційно-обчислювальний центр Міністерства соціальної політики України» (далі – ДП "ІОЦ Мінсоцполітики України") знаходиться у державній власності та належить до сфери управління Міністерства соціальної політики України. Це означає, що це підприємство діє від імені та на користь української держави і підпорядковане відповідному міністерству. 
Центр було створено наказом Міністерства соціального забезпечення УРСР від 30 липня 1982 року №  97  відповідно  до  рішення Ради Міністрів УРСР від 13 липня 1982 року № 8818/4.
ДП "ІОЦ Мінсоцполітики України" спеціалізується на розробці програмного забезпечення та інформаційних технологій, що забезпечують діяльність органів соціального захисту населення. Важливою частиною його функцій є забезпечення українців отримання всіх видів соціальних допомог, пільг, субсидій та інших видів соціальної підтримки, яка передбачена державною політикою. Підприємство відіграє важливу роль у покращенні та спрощенні процесу надання соціальної допомоги та забезпечення доступу до неї для громадян, які потребують цієї підтримки.

## Функції та завдання
ДП "ІОЦ Мінсоцполітики України" підпорядковане безпосередньо Міністерству соціальної політики України і відповідно до Статуту спеціалізується у галузі створення, впровадження, експлуатації, програмної підтримки (супроводження), адміністрування та технічного обслуговування інформаційних технологій у сфері соціального захисту населення. Підприємство визначається як важливий організаційний компонент в забезпеченні ефективної роботи у сфері соціального захисту, зокрема шляхом розвитку і підтримки інформаційних систем та технологій, що сприяють покращенню надання соціальних послуг та підтримки населення.
На підприємство державою покладено важливе завдання з програмно-технологічної підтримки на всій території країни діяльності органів соціального захисту населення щодо призначення, нарахування, перерахунку та виплати усіх видів державних допомог та компенсацій, житлових субсидій та пільг, передбачених для найменш забезпечених верств населення. Ця функція відзначається своєю важливістю у забезпеченні соціального захисту та підтримки громадян, що перебувають у складних життєвих обставинах. ДП "ІОЦ Мінсоцполітики України" відіграє ключову роль у забезпеченні ефективності та точності цих процесів, забезпечуючи доступ до справедливого та належного надання державної підтримки всім тим, хто цього потребує.
Інформаційні технології, що створені та/або обслуговуються ДП "ІОЦ Мінсоцполітики України" забезпечують соціальну підтримку таких основних груп громадян:
- 10,9 млн отримувачів державної допомоги та компенсацій;
- понад 3,0 млн домогосподарств-отримувачів житлових субсидій на оплату житлово-комунальних послуг;
- близько 11,2 млн осіб, які мають право на пільги за соціальною ознакою;
- понад 7,6 млн внутрішньо переміщених осіб;
- майже 11,1 млн отримувачів пенсій;
- понад 700 постраждалих учасників масових акцій громадського протесту та близько 50 тисяч студентів (курсантів) вищих навчальних закладів, які отримують соціальні стипендії.

## Структура організації
Основними користувачами послуг підприємства є структурні підрозділи системи соціального захисту населення України:
- майже 1421 об'єднаних територіальних громад;
- 674 районних (міських) управлінь соціального захисту населення;
- 25 регіональних органів (обласних та Київської міської ради) соціального захисту населення;
- 21 центр по нарахування та здійсненню соціальних виплат, та інші центральні органи державного управління, що мають потреби у соціальній інформації.

## Діяльність та досягнення
Починаючи з 1998 до 2023 року за допомогою програмного забезпечення АСОПД/КОМТЕХ органами соціального захисту населення проводилось призначення, перерахунки, нарахування та виплата державних допомог і компенсацій на всій території України.
Щорічно за замовленнями Міністерства соціальної політики України  ДП «ІОЦ Мінсоцполітики України» здійснює поточну підтримку вищезгаданої системи шляхом доопрацювання програмних засобів АСОПД/КОМТЕХ відповідно до поточних змін нормативної бази з питань соціального захисту населення.
До складу програмних продуктів, що спільно з АСОПД/КОМТЕХ забезпечують єдине інформаційне поле реалізації адресних соціальних допомог входять також програмно-технологічний комплекс (ПТК) з  надання житлових субсидій і прикладне програмне забезпечення інформаційної системи Єдиного державного автоматизованого реєстру осіб, які мають право на пільги (ЄДАРП). Всі ці програмні продукти створені ДП «ІОЦ Мінсоцполітики України».
У 2014 році в межах проекту АСОПД/КОМТЕХ було реалізовано призначення та виплата державної допомоги громадянам, які були вимушені переїхати з тимчасово окупованої території та зони проведення антитерористичної операції.
У цьому ж році ДП «ІОЦ Мінсоцполітики України» розробив Єдину інформаційну систему обліку осіб, які переміщуються з тимчасово окупованої території України та районів проведення антитерористичної операції.
В грудні 2017 року за замовленнями Мінсоцполітики ДП «ІОЦ Мінсоцполітики України» завершив опрацювання такої низки програмних продуктів, що увійшли до складу уніфікованих засобів автоматизації органів соціального захисту населення:
- Єдиний державний реєстр отримувачів житлових субсидій;
- Система обміну даними на центральному рівні з Міністерством фінансів України для забезпечення верифікації соціальних виплат, пільг, субсидій, допомог та інших видів виплат;
- Система щорічного та оперативного обміну даними з Пенсійним фондом України на центральному рівні для призначення субсидій;
- Система оперативного обміну даними з ПАТ «Державний ощадний банк України» (Ощадбанк) на центральному рівні для виконання зарахування соціальних виплат та отримання результатів фізичної ідентифікації внутрішньо переміщених осіб;
- Автоматизація обліку отримувачів державної допомоги постраждалим учасникам масових акцій громадського протесту та студентів (курсантів) вищих навчальних закладів, які отримують соціальні стипендії;
- Система обміну даними між електронними інформаційними ресурсами місцевого, регіонального та центрального рівнів у сфері соціального захисту населення.

В період з 2018 по 2020 рік до уніфікованих засобів автоматизації органів соціального захисту населення приєдналися: 
- Державний реєстр майнових об’єктів оздоровлення та відпочинку дітей.
- Інтегрована інформаційна система "Соціальна громада" територіальних громад.
- Централізована система обліку інформації адресної системи соціальної підтримки населення (І етап – виплати у грошовій формі житлових субсидій та пільг).

Програмні продукти, що створені, починаючи з 2017 року базуються на використанні сучасних інтернет-технологій обміну та обробки даних.
Протягом 2020 – 2022 років ДП "ІОЦ Мінсоцполітики України" реалізував цілу низку електронних сервісів для обслуговування громадян через Єдиний державний веб-портал електронних послуг "Портал Дія", зокрема он-лайн реєстрація отримувачів житлових субсидій та допомоги одиноким матерям, онлайн заявка на отримання допомоги ВПО.
1 грудня 2023 року підприємство впровадило «Автоматизовану систему реєстрації та обліку гуманітарної допомоги». За допомогою цієї системи організації та волонтери, які збираються ввезти в Україну гуманітарну допомогу, зможуть зареєструватись, авторизуватись на сайті, сформувати та подати декларацію, а також прозвітувати про подальший шлях цієї допомоги. Це стало великим кроком для зменшення корупційних схем та неправомірного привласнення гуманітарної допомоги.
Наразі[коли?], ДП "ІОЦ Мінсоцполітики України" разом з Мінсоцполітики активно впроваджують Єдину інформаційну систему соціальної сфери (далі – ЄІССС). ЄІССС - це комплексна система, призначена для автоматизації всіх напрямків соціальної підтримки всіма інституціями соціальної сфери в межах єдиного інформаційного середовища та технологічної платформи.
Ця система надає можливість кожному громадянину, який потребує соціальної підтримки, швидко отримати будь-який вид допомоги через фронт-офіс у територіальній громаді та ЦНАПі, або через електронні сервіси Порталу «Дія». ЄІССС є важливою складовою у забезпеченні успішної цифровізації соціальної сфери. Підприємство виступає адміністратором цієї системи, та впроваджує технологічні інновації, забезпечує захист персональних даних, здійснює моніторинг та оновлення системи, а також забезпечує навчання користувачів для ефективного використання ЄІССС.

## Проєкти
- Єдина інформаційна система соціальної сфери
- ІС Соціальна Громада
- Монетизація дитячого оздоровлення\ єОздоровлення
- Єдина інформаційна база даних внутрішньо переміщених осіб
- Платформа єДопомога
- Є-Няня
- Пакунок малюка
- Автоматизована система реєстрації та обліку гуманітарної допомоги
- єМалятко
- Субсидії. Публічний сайт
- Платформа реєстрів
- Роботизація бізнес-процесів